# Каменчук, Сергей Александрович
Серге́й Алекса́ндрович Каменчу́к (укр. Сергій Олександрович Каменчук; род. 8 октября 1941 года, с. Путиловичи Лугинского района Житомирской области УССР) — украинский государственный деятель, депутат Верховной рады Украины I созыва (1990—1994).

## Биография
Родился 8 октября 1941 года в селе Путиловичи Лугинского района Житомирской области в семье рабочего.
С 1959 года работал зоотехником в колхозе им. Шевченко Лугинского района Житомирской области, с 1960 года проходил службу в армии.
После возвращения из армии с 1964 года учился в Украинской сельскохозяйственной академии, которую окончил по специальности «учёный-агроном», также окончил Высшую партийную школу при ЦК КПУ
С 1968 года работал агрономом, затем заместителем председателя, председателем колхоза имени Шевченко Сарненского района Ровенской области. С 1978 года был начальников управления сельского хозяйства Сарненского райисполкома, с 1980 года занимал должность второго, затем первого секретаря Владимирецкого райкома КП УССР.
В 1990 году в ходе первых альтернативных парламентских выборов в Украинской ССР был выдвинут кандидатом в народные депутаты избирателями Владимирецкого избирательного округа. 18 марта 1990 года среди 8 претендентов во втором туре был избран народным депутатом Верховного совета Украинской ССР XII созыва (в дальнейшем — Верховной рады Украины I созыва) по Владимирецкому избирательному округу № 335 Ровенской области, набрав 59,24% голосов. Являлся членом Комиссии ВР Украины по иностранным делам, входил в состав депутатской группы «Аграрии». Депутатские полномочия истекли 10 мая 1994 года.
С ноября 1998 года был заместителем начальника Управления стратегии развития агропромышленного комплекса и продовольствия, заведующим отдела по вопросам агропроизводственных и земельных отношений, технической политики, инвестиций и социального развития, с июня 1999 года по февраль 2000 года был заместителем начальника управления стратегии развития агропромышленного комплекса и продовольствия, заведующим отделом по вопросам агропроизводственных и земельных отношений в Кабинете министров Украины.
C июня 2001 года по октябрь 2002 года являлся заместителем начальника Управления координации осуществления аграрной политики Департамента развития реального сектора экономики, заведующим сектором экспертизы, анализа и реформирования агропроизводственных и земельных отношений и технически-инвестиционной политики и сельской социальной сферы, с октября 2002 года — заместителем начальника Управления координации осуществления аграрной политики, заведующим сектором экспертизы, анализа, реформирования агропроизводственных и земельных отношений Департамента развития реального сектора экономики, был заведующим сектором по вопросам реформирования земельных и имущественных отношений до января 2008 года.
Награждён орденами Октябрьской революции, Трудового Красного Знамени.